# Centrum Černý Most
Centrum Černý Most (CČM) je obchodní a zábavní centrum nacházející se v Praze na území městské části Praha 14 v katastrálním území Černý Most. Poprvé bylo otevřeno 30. listopadu 1997, což z něj dělá nejstarší obchodní centrum tohoto typu v České republice.
Součástí CČM je hypermarket provozovaný společností Globus. Jedná se o druhý nejstarší otevřený hypermarket Globus v ČR.
V roce 2000 bylo v rámci CČM otevřeno i čtyřpatrové zábavní centrum, jehož součásti bylo mj. i multikino původně provozované společností Village Cinemas, která však byla v listopadu 2009 odkoupena firmou Cinestar. S otevřením nového centra Černý Most bylo zábavní centrum Černý Most uzavřeno a některé obchody byly přesunuty do nového centra Černý Most. Ty, které se nepřesunuly, se úplně uzavřely. V zábavním centru v roce 2016 vznikl dům s nábytkem XXXLutz.
Plány na další rozšíření a modernizaci centra vznikaly již od roku 2002. S rozsáhlou přestavbou se začalo začátkem března 2011 a o dva roky později bylo CČM otevřeno ve své současné finální podobě.
Mezi českými nákupními centry bylo nové CČM oceněno jako nejlepší projekt roku 2013.

Na jaře roku 2024 došlo k dalšímu rozšíření CČM. Centrum bude rozšířeno o 9 100 m². Vznikne 32 nových obchodních jednotek, 22 nových restauracích v nové restaurační zóně. Hotovo bude na podzim roku 2025. 

## Galerie

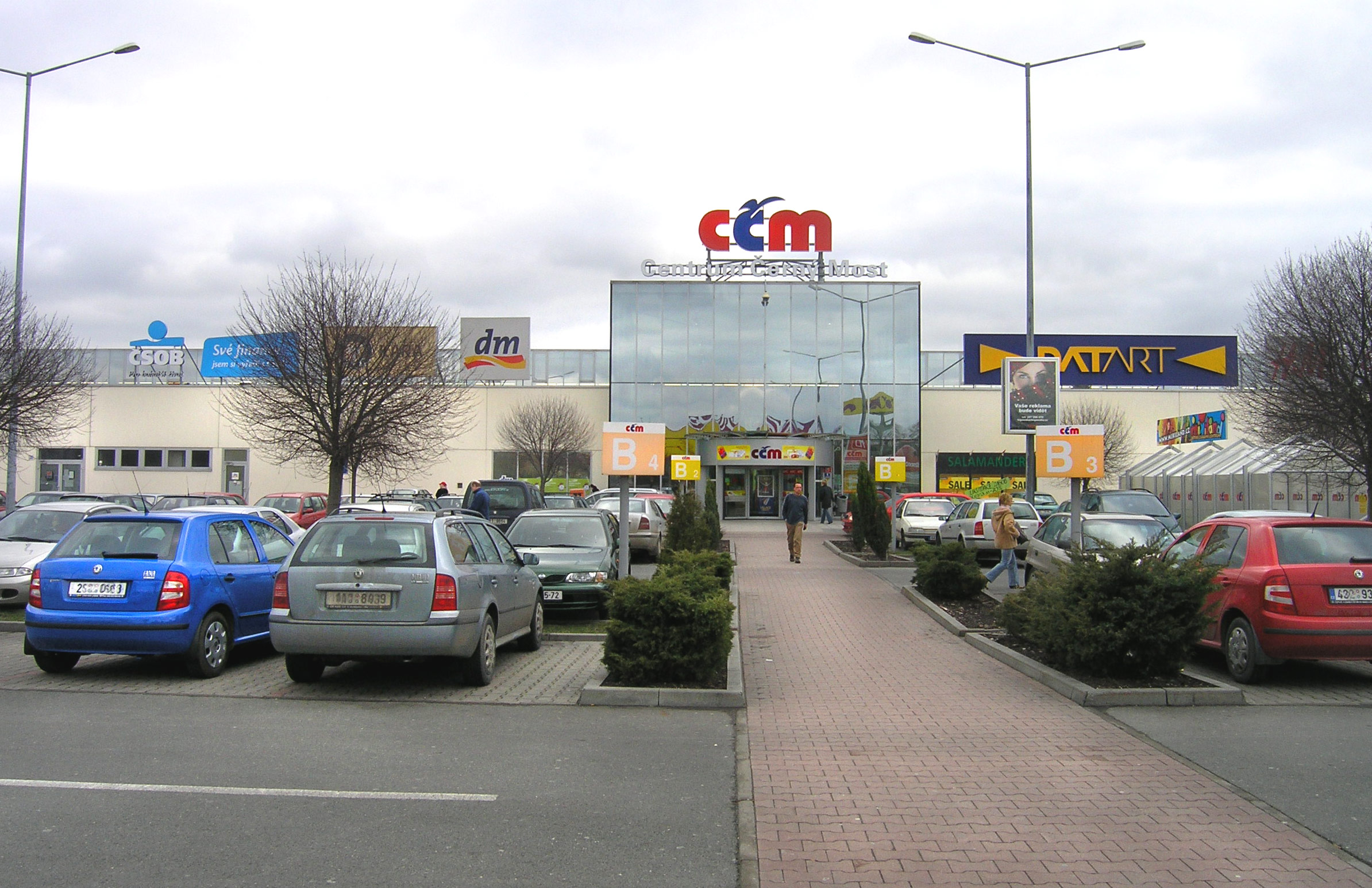
CČM v roce 2007
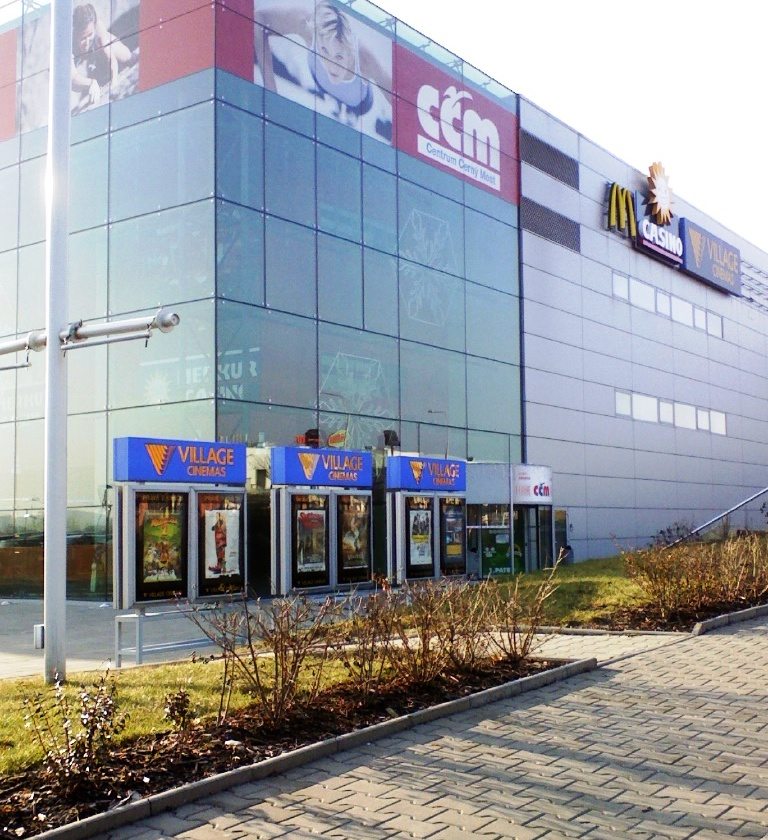
Multikino Village Cinemas, 2008
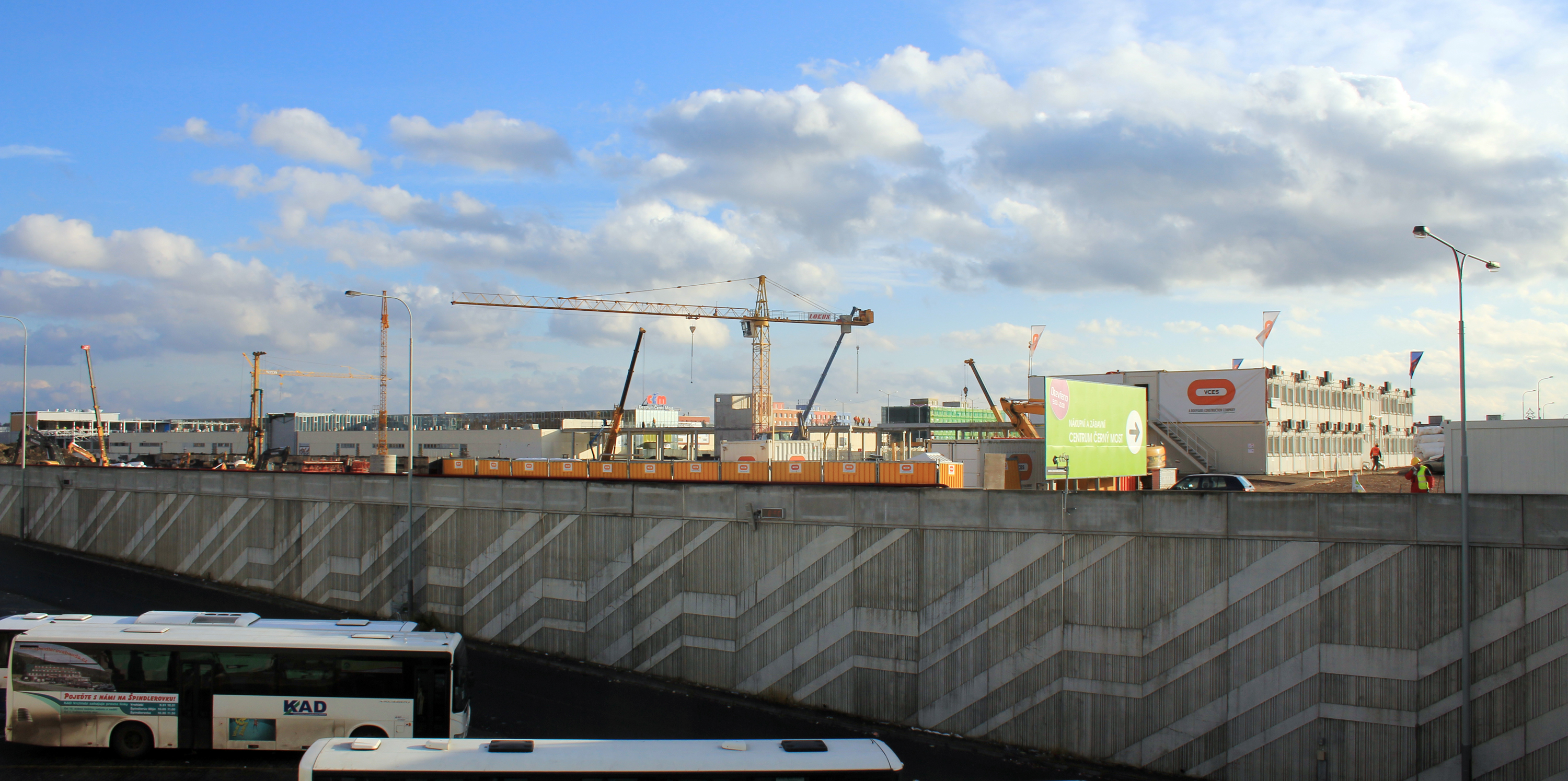
Přestavba CČM, prosinec 2011
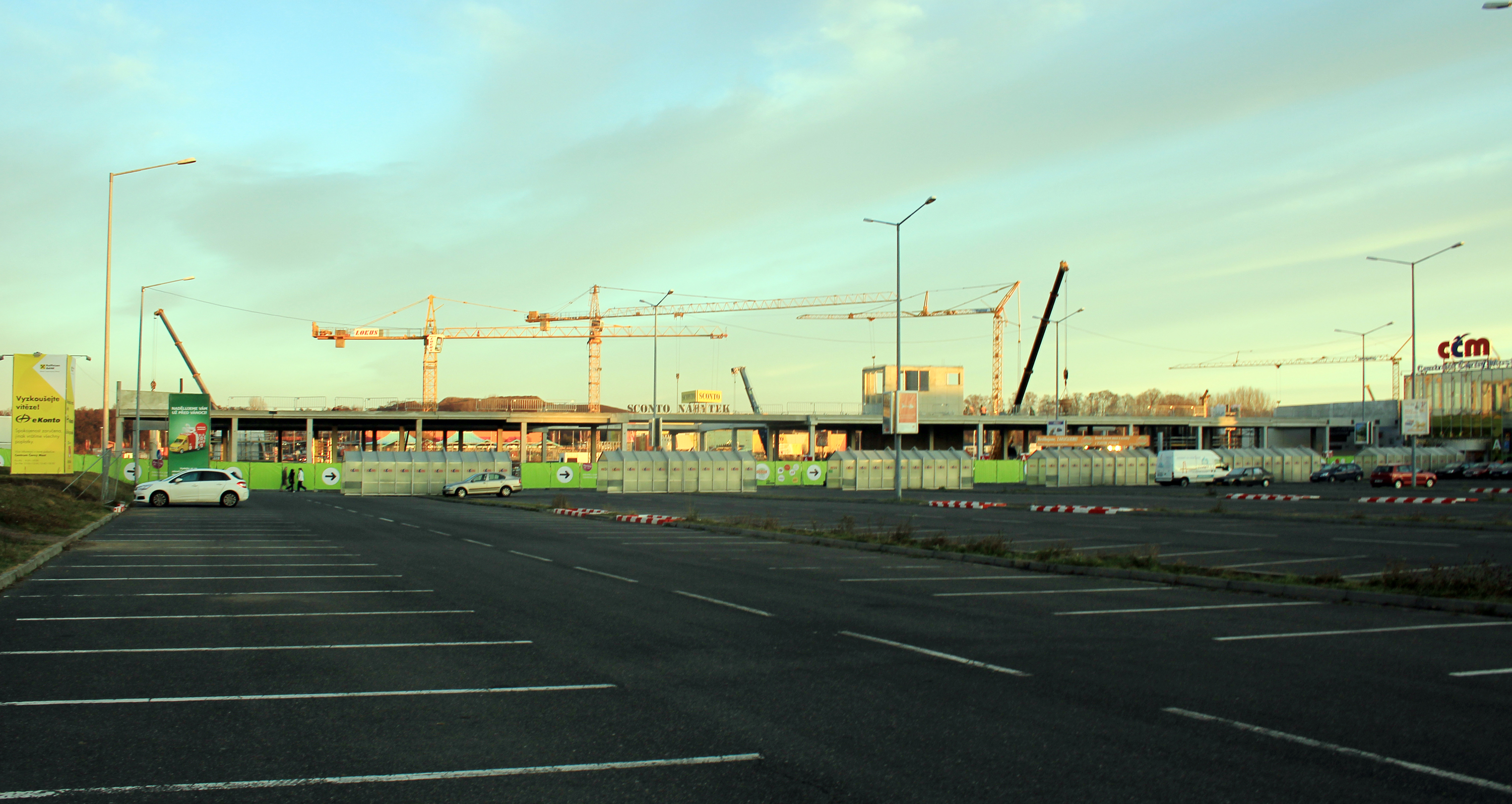
Přestavba CČM, prosinec 2011
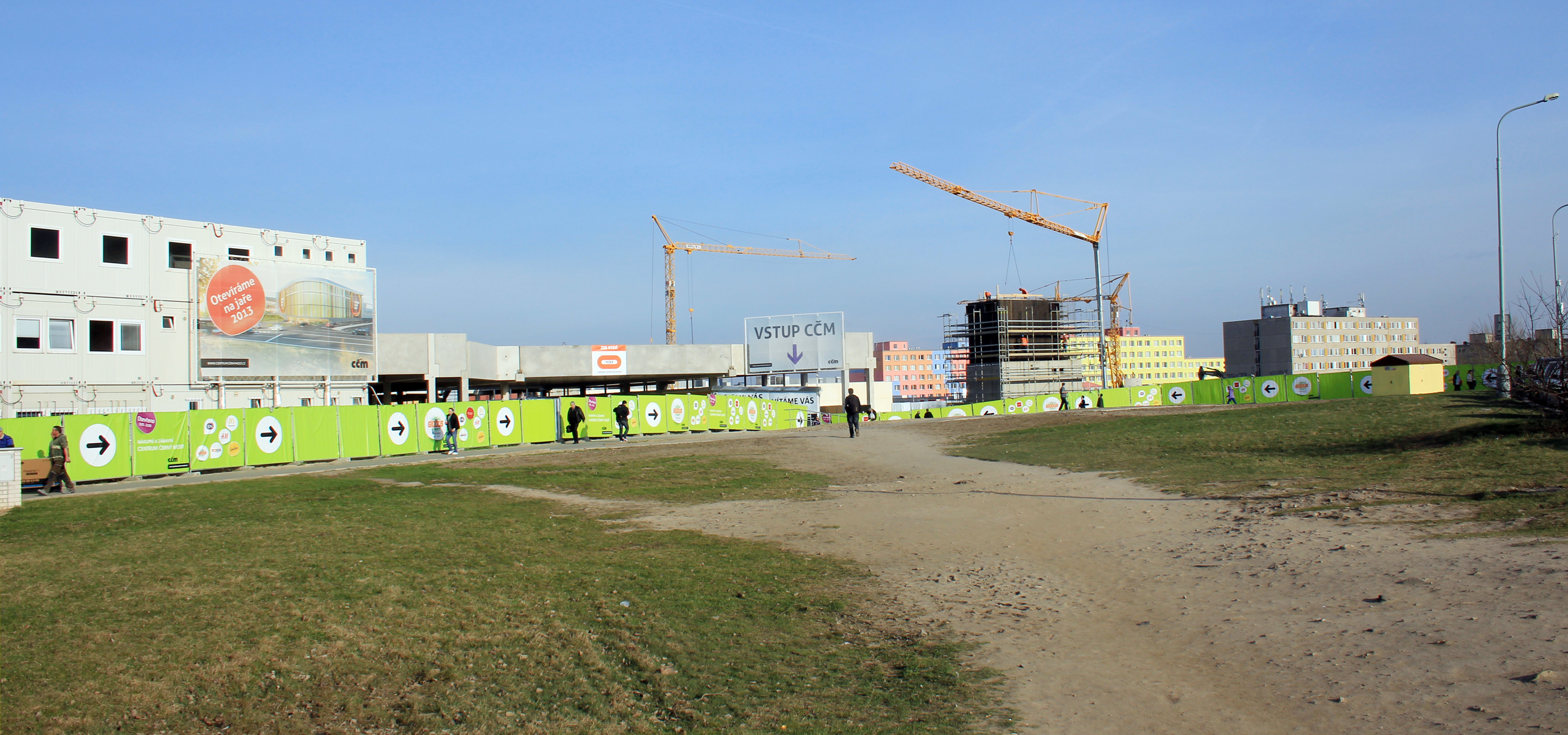
Přestavba CČM, březen 2012
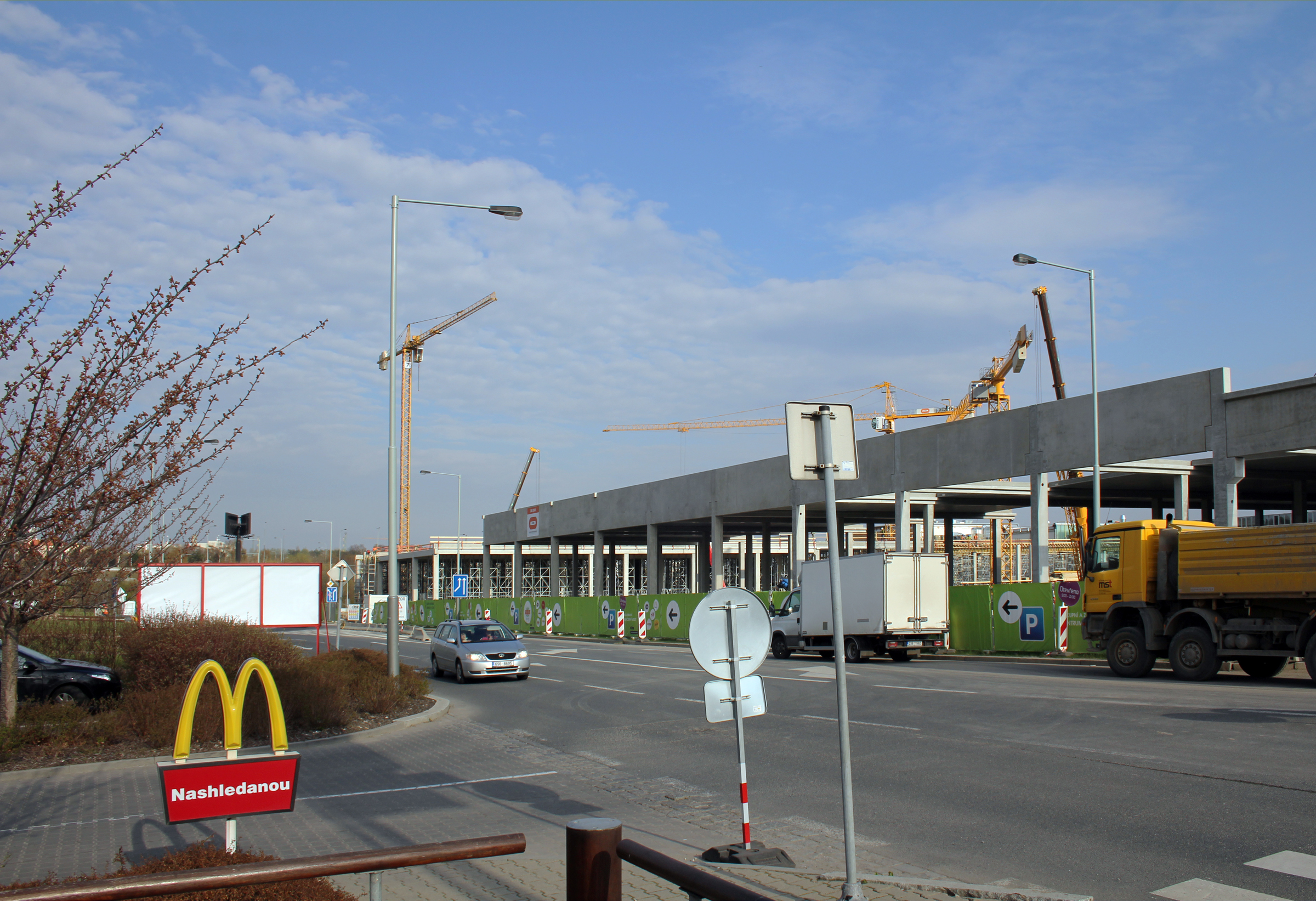
Přestavba CČM, duben 2012
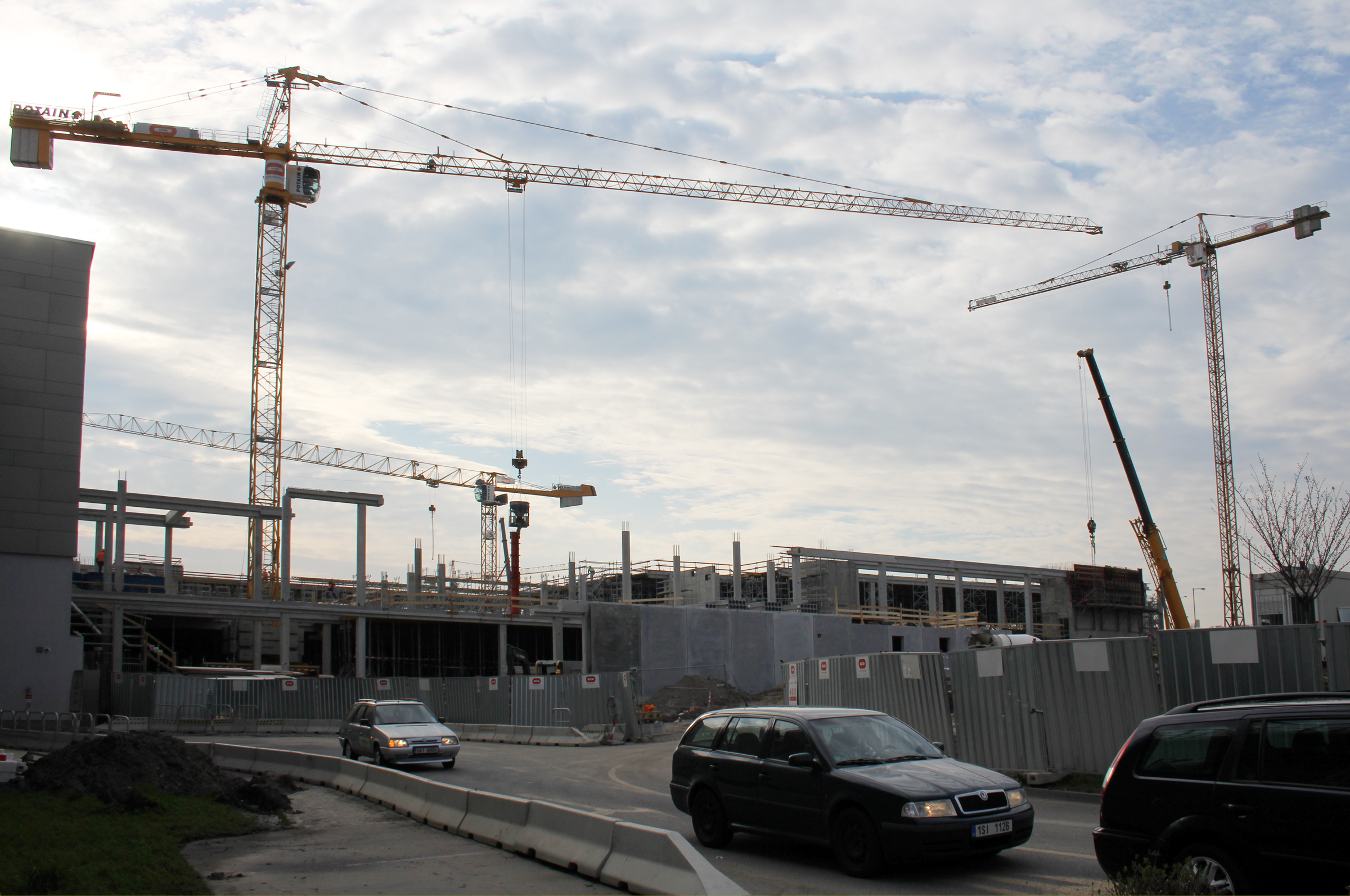
Přestavba CČM, duben 2012
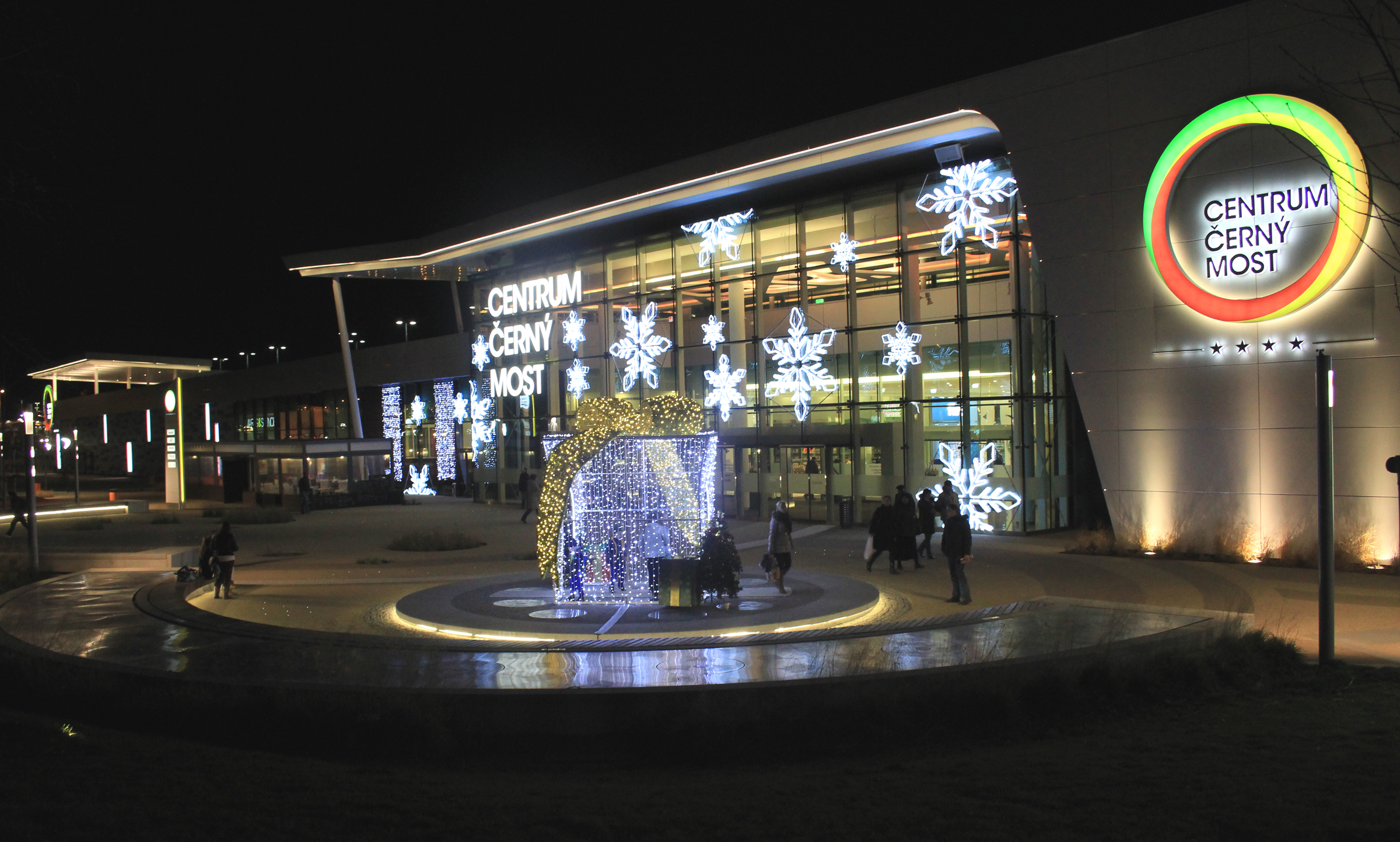
CČM o Vánocích 2013